# Bảo tàng Cung điện của Vua John III ở Wilanów
Bảo tàng Cung điện của Vua John III tại Wilanów  (tiếng Ba Lan: Muzeum Pałacu Króla Jana III w Wilanowie) là một bảo tàng ở Warsaw, Ba Lan được coi là một trong những bảo tàng cổ nhất trong cả nước và là kho lưu trữ di sản nghệ thuật và hoàng gia của đất nước. Bộ sưu tập bao gồm các vật có giá trị được thu thập bởi các chủ sở hữu tiếp theo của Cung điện Wilanów, các vị vua của Ba Lan - John III Sobieski và Augustus II, cũng như đại diện của các gia đình quý tộc Potocki, và Lubomirski và một bộ sưu tập nghệ thuật Sarmatian.

## Lịch sử
Cung điện Wilanów lần đầu tiên được mở cửa cho công chúng vào năm 1805, khi chủ sở hữu của Cung điện, Stanisław Kostka Potocki và vợ của ông Alexanderra Lubomirska đã tạo ra một bảo tàng, một trong những bảo tàng công cộng đầu tiên ở Ba Lan. Năm 1877, bảo tàng được phổ biến rộng rãi bởi ấn phẩm mang tên Wilanów. Album widoków i pamiątek... được chỉnh sửa bởi Hipolit Skimborowicz và Wojciech Gerson. Điều này đã được tiếp nối vào năm 1893 bởi một người hướng dẫn về Cung điện và các bộ sưu tập của nó.
Sau chiến tranh thế giới II, cung điện đã được cải tạo, và hầu hết các bộ sưu tập, đã bị Đức Quốc xã đánh cắp, đã được hồi hương. Dưới cải cách công nông, Cộng sản Wilanów trở thành tài sản của nhà nước. Năm 1954, sự hồi sinh của cung điện và công viên bắt đầu vào năm 1962 với việc khai trương bảo tàng như một chi nhánh của Bảo tàng Quốc gia tại Warsaw. Trong những năm tiếp theo, số lượng du khách đến cung điện và vườn đạt 400.000 người/năm. Năm 1983, nhân dịp kỷ niệm 300 năm Trận chiến Vienna, bảo tàng đã tổ chức một cuộc triển lãm hân hoan "Vinh quang và danh tiếng của John III trong nghệ thuật và văn học". Năm 1995, Bảo tàng Cung điện được thành lập như một thực thể độc lập thuộc Bộ Văn hóa và Di sản Quốc gia.
Bảo tàng thường xuyên tổ chức các triển lãm, hội nghị và hội thảo tạm thời, tiến hành nghiên cứu, xuất bản sách và tổ chức các hoạt động giáo dục dành riêng cho cả giá trị văn hóa và tự nhiên của dinh thự Wilanów. Vào tháng 9 năm 2013, bảo tàng được đổi tên thành Bảo tàng Cung điện của Vua John III tại Wilanów.

## Bộ sưu tập
Bộ sưu tập của cung điện bắt đầu với sự thành lập của Vua John III Sobieski, người đã thu thập các tác phẩm nghệ thuật và đồ vật sử dụng hàng ngày. Chỉ một phần trong bộ sưu tập của Vua còn tồn tại cho đến ngày nay trong các tài sản hiện tại của bảo tàng, bao gồm hai bức tranh tĩnh vật của Abraham Mignon, tranh vẽ chân dung và đồ đạc như chăn Trung Quốc của vợ của Marysieńka. Ban đầu đồ đạc của Hoàng gia bao gồm 6 bức tranh của Rembrandt  và Loveletter của Julian Vermeer, nằm rải rác sau cái chết của King. Các chủ sở hữu tiếp theo tái xuất bản và làm phong phú bộ sưu tập với các bức tranh của Lucas Cranach the Elder, Peter Paul Rubens, Jan Lievens, Charles Le Brun, Pompeo Batoni, Angelika Kauffmann và Anton Graff, trong số những người khác. Bức chân dung cưỡi ngựa của Stanisław Kostka Potocki, được vẽ vào năm 1781 bởi Jacques-Louis David, là một trong những bức tranh quý giá nhất của bộ sưu tập. Việc mua lại cũng bao gồm các mẫu về thợ kim hoàn châu Âu và Ba Lan (ví dụ Đĩa trang trí của Hans Jacob Mair), bánh quy, thủ công, đồ vật từ Viễn Đông (ví dụ Bàn nanban Nhật Bản trang trí bằng xà cừ), đồ cổ (vd Red amphora của Họa sĩ của Louvre Gigant gastia và bức tượng bán thân bằng đá cẩm thạch của một hoàng tử của triều đại Julio-Claudian) và kỷ vật Hoàng gia (ví dụ bàn trang điểm của Nữ hoàng Marysieńka).

## Bộ sưu tập nổi bật

Painting
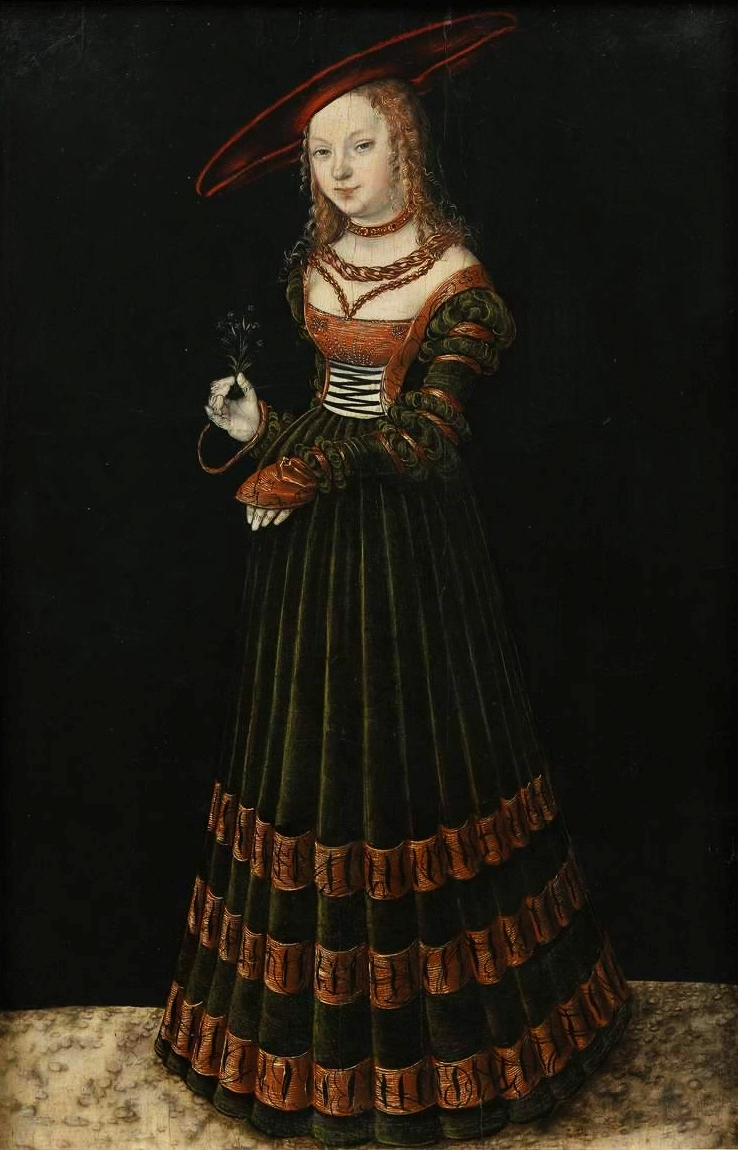
Một cô gái quên tôi, Lucas Cranach the Elder
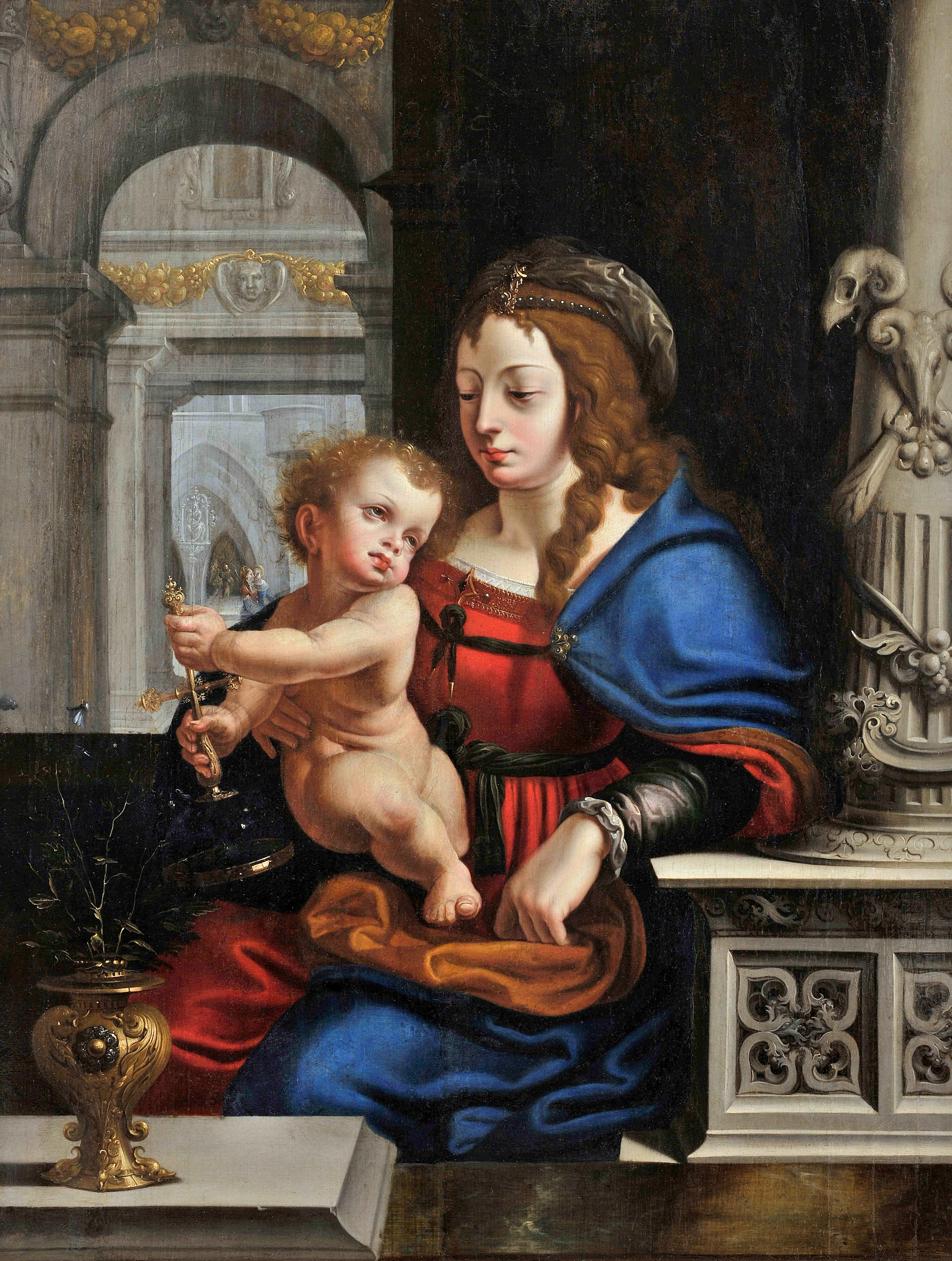
Madonna và trẻ em, Joos van Cleve
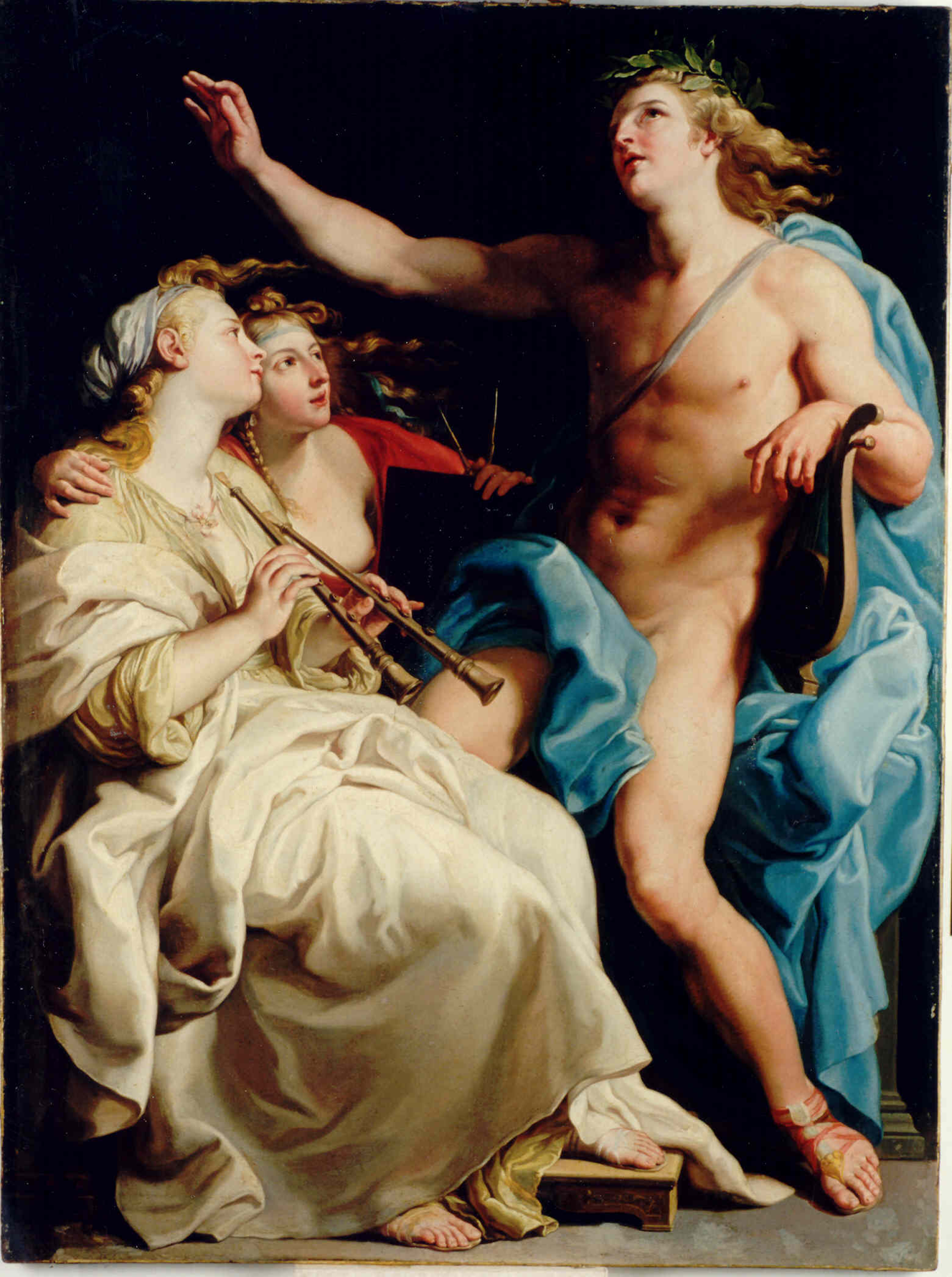
Apollo và hai Muses, Pompeo Batoni
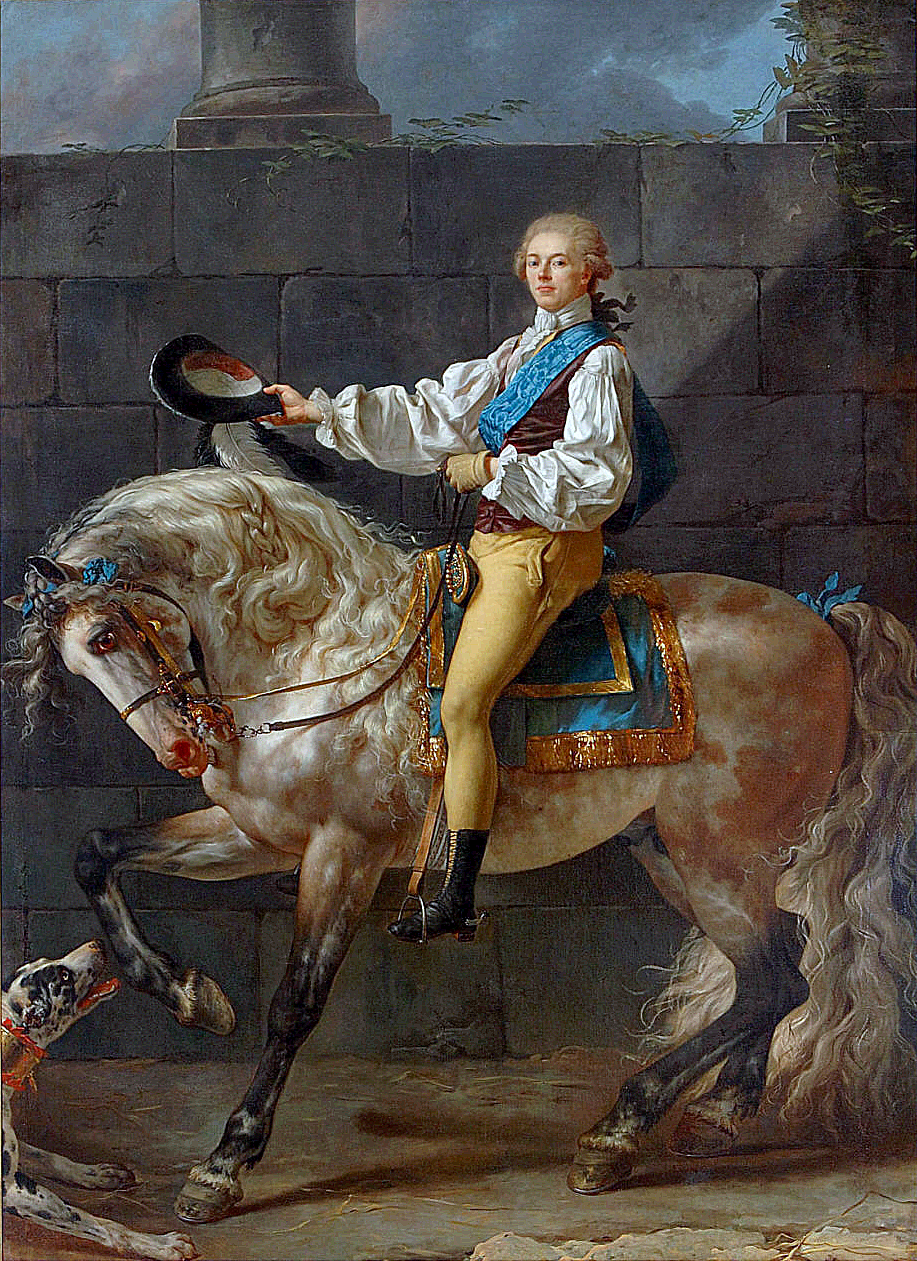
Chân dung bá tước Stanislas Potocki, Jacques-Louis David
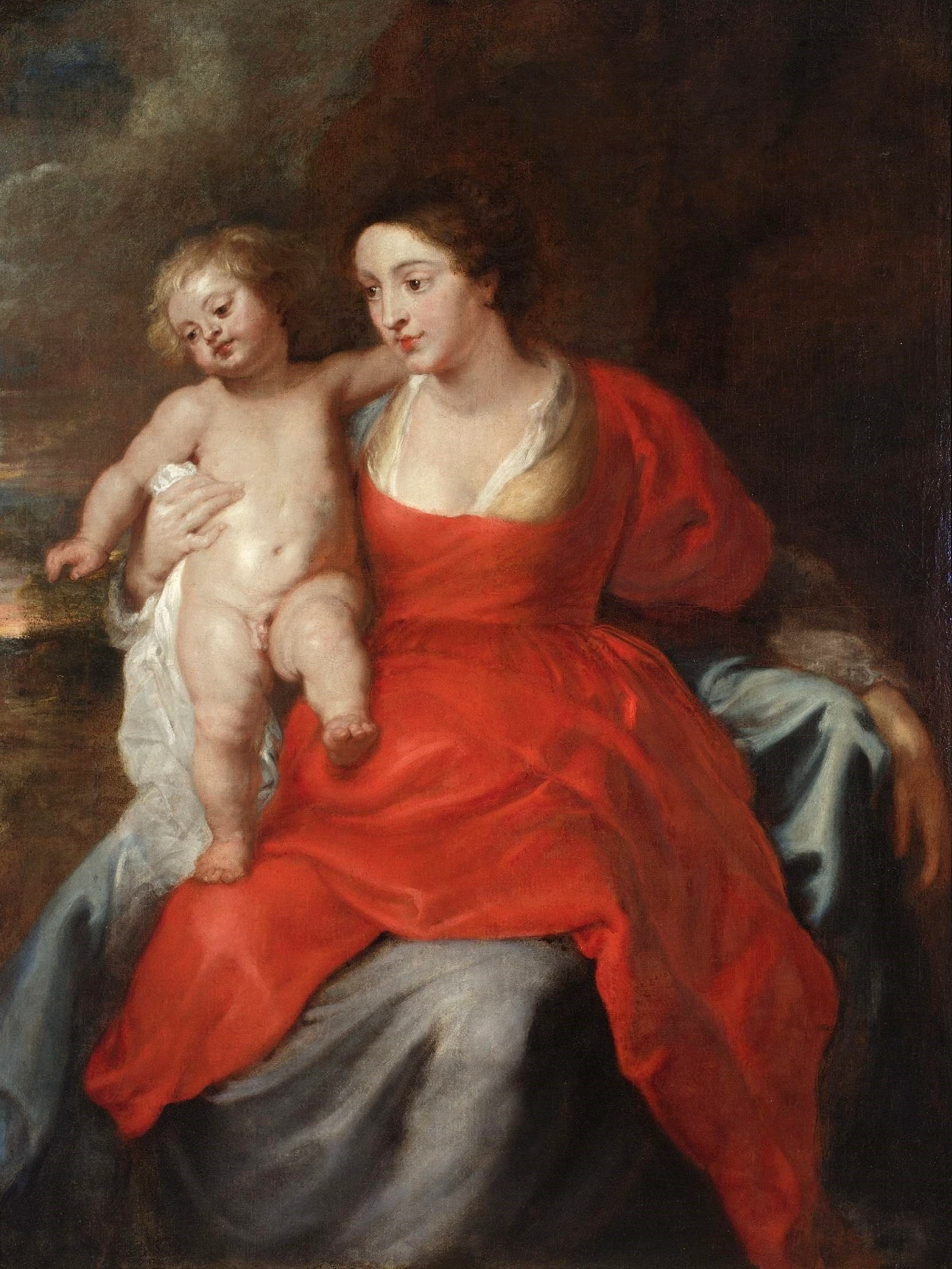
Madonna và trẻ em, Peter Paul Rubens
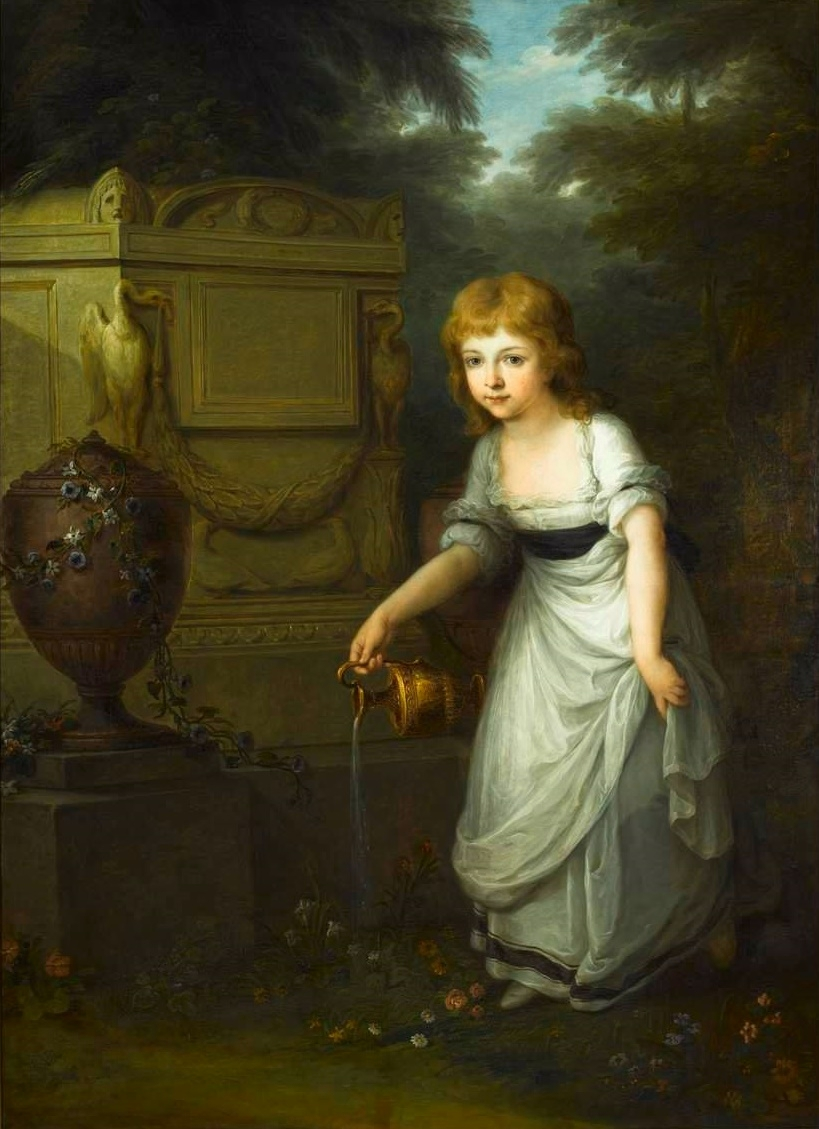
Chân dung hoa tưới nước Kirtyna Potocka trên mộ của mẹ cô, Angelica Kauffmann
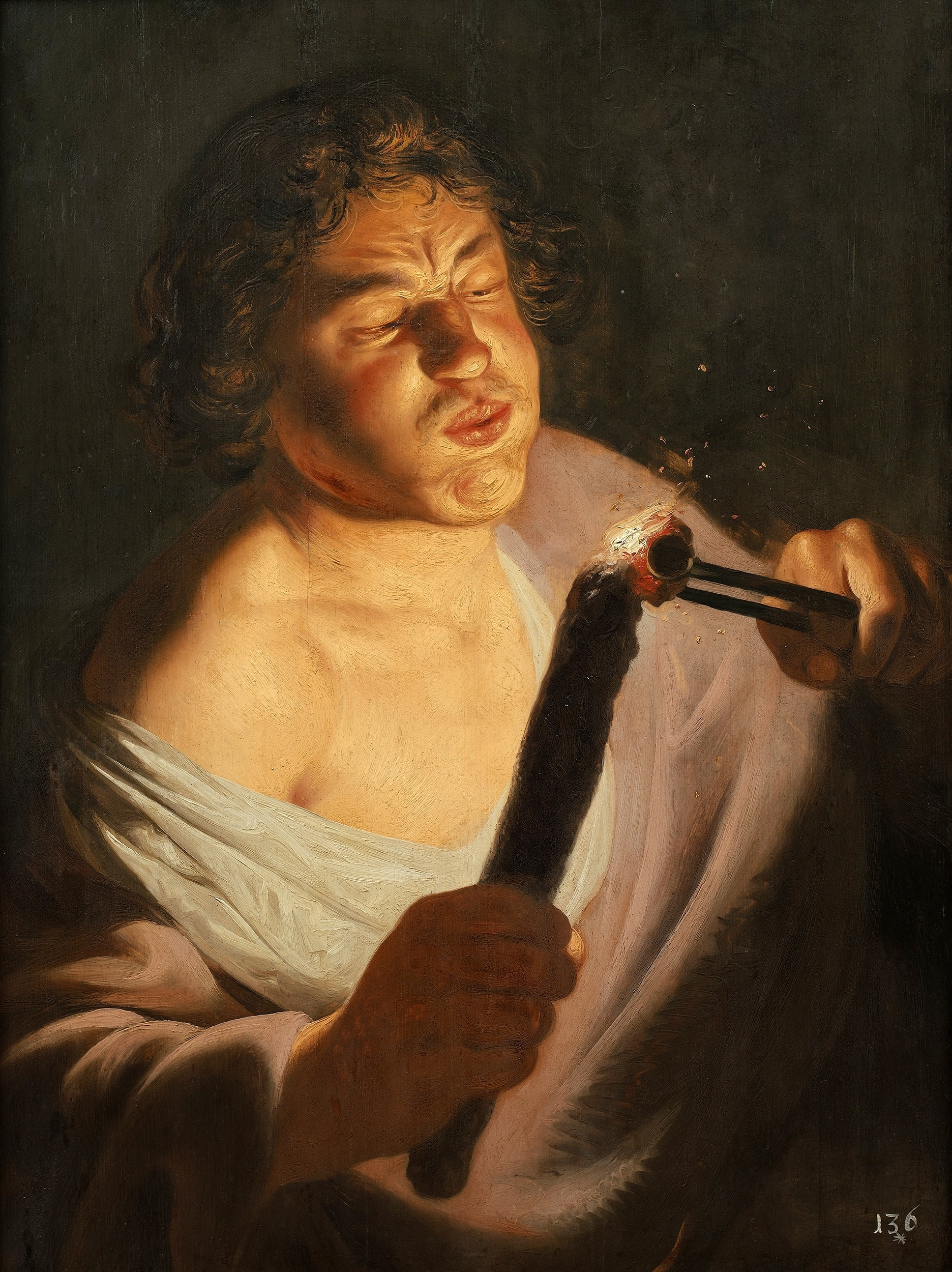
Một thanh niên thắp đuốc, Jan Lievens
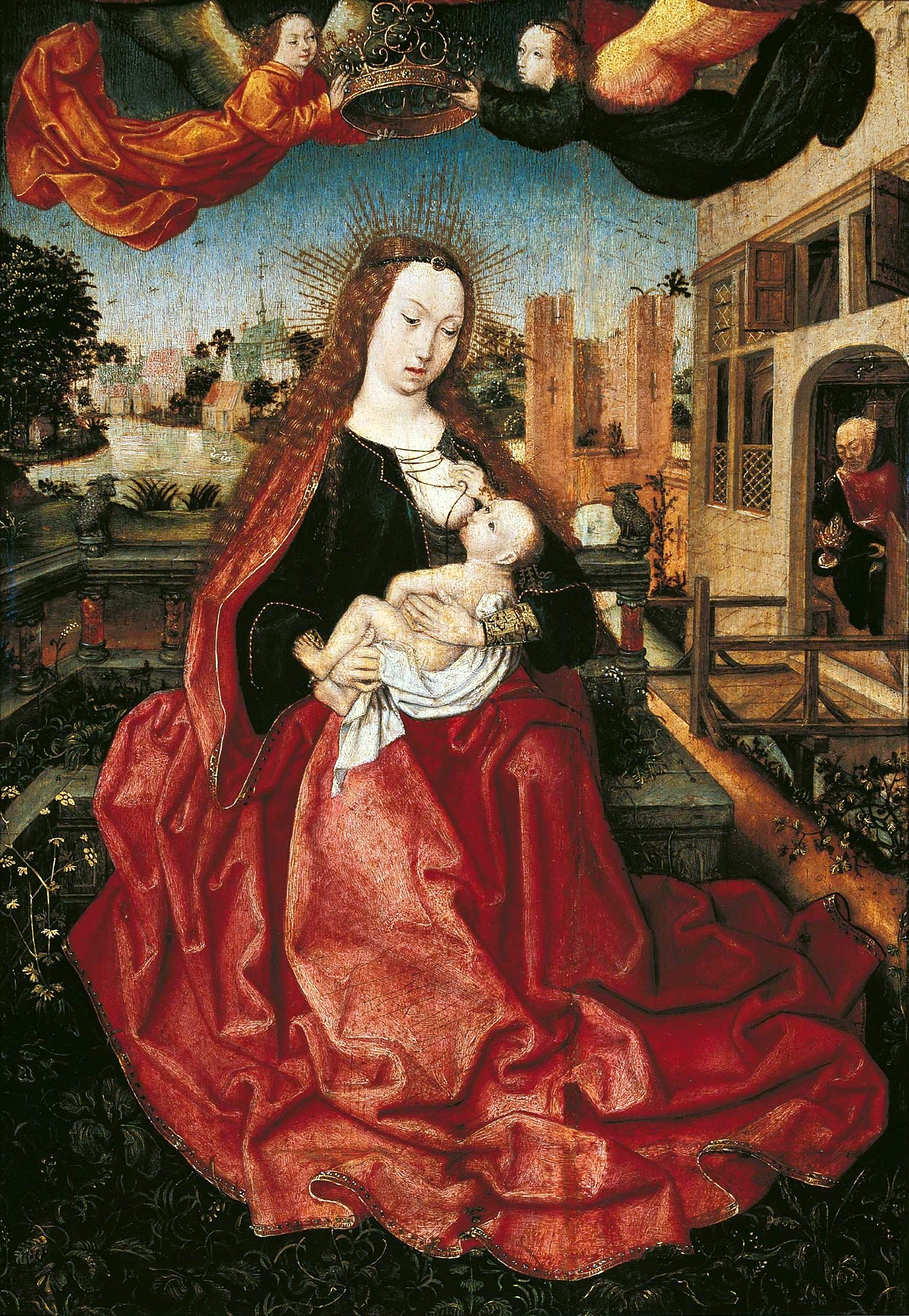
Madonna và trẻ em, Thạc sĩ Frankfurt

Sculpture and Applied arts
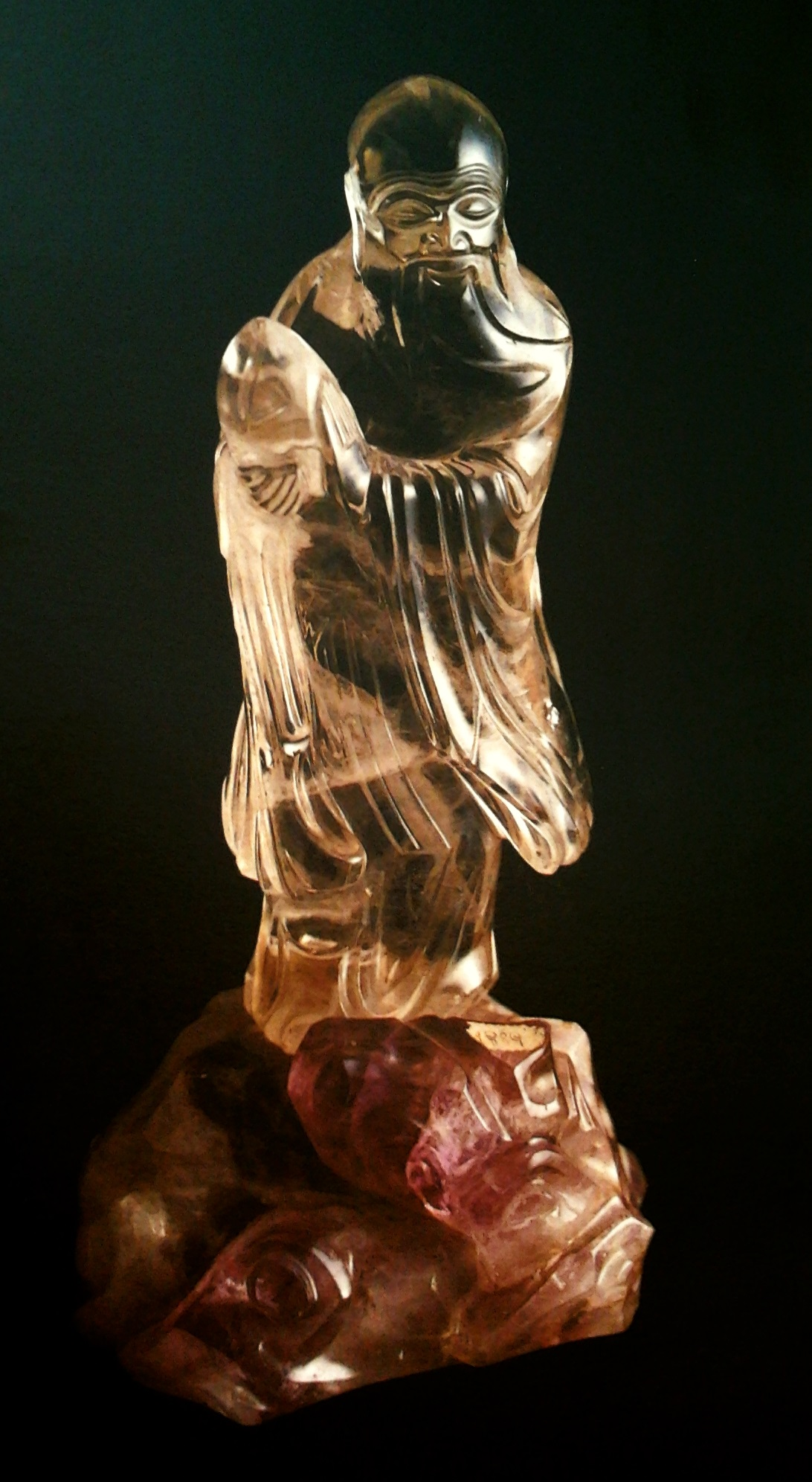
Bức tượng của Shou Xing, nhà Thanh
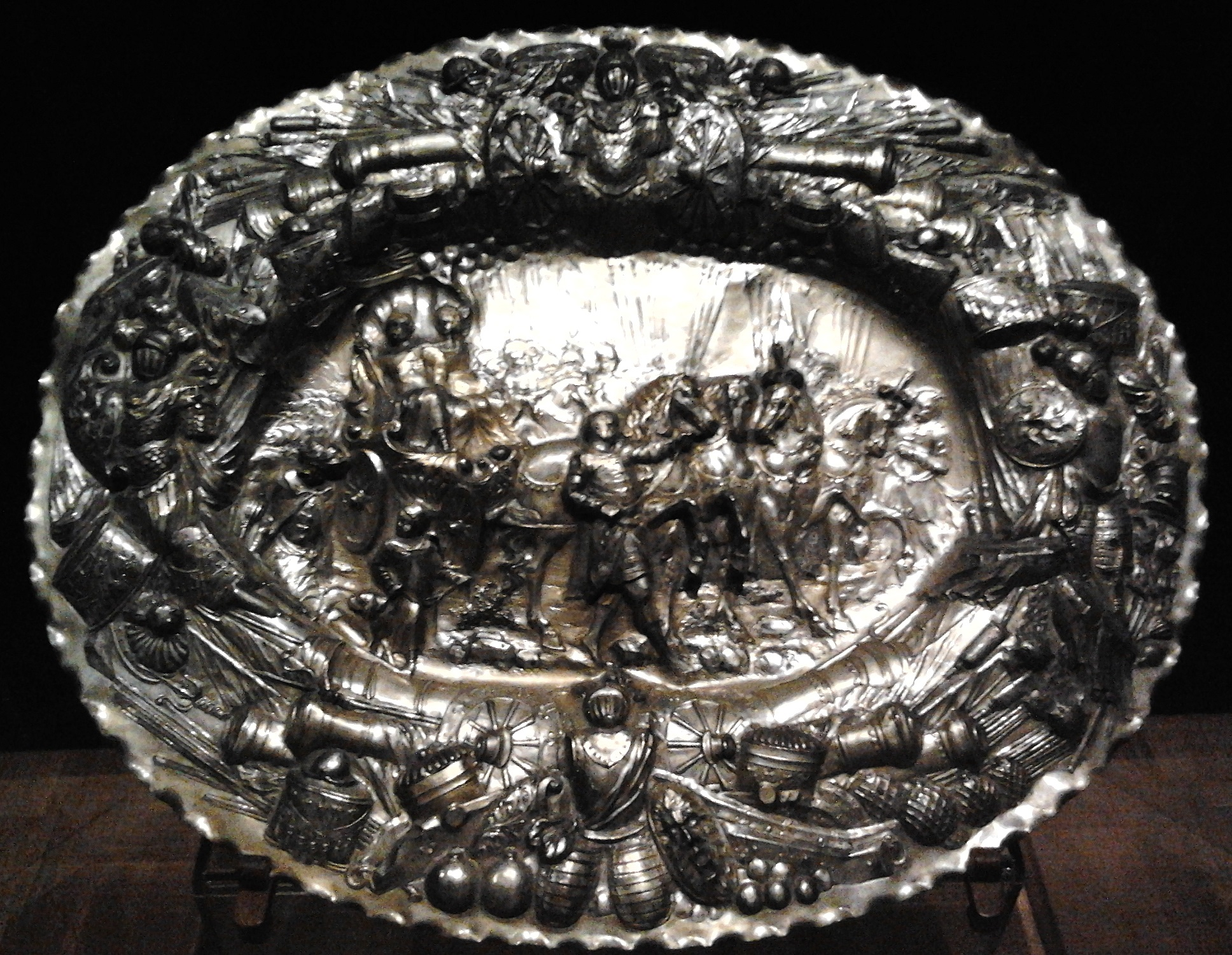
Khay với chiến thắng của John III, Johann Gottfried Holl
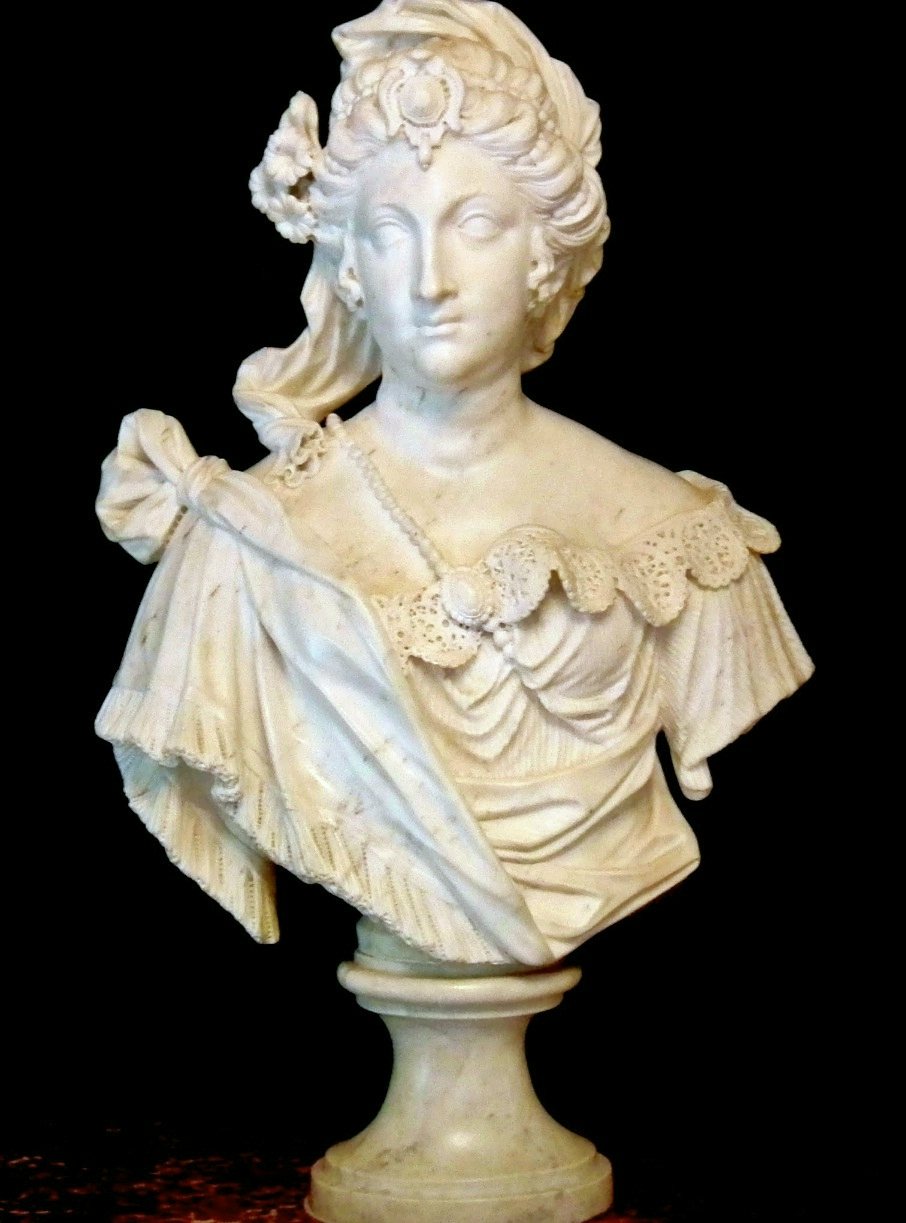
Bức tượng bán thân của Marie Casimire Sobieska, Jacques Prou
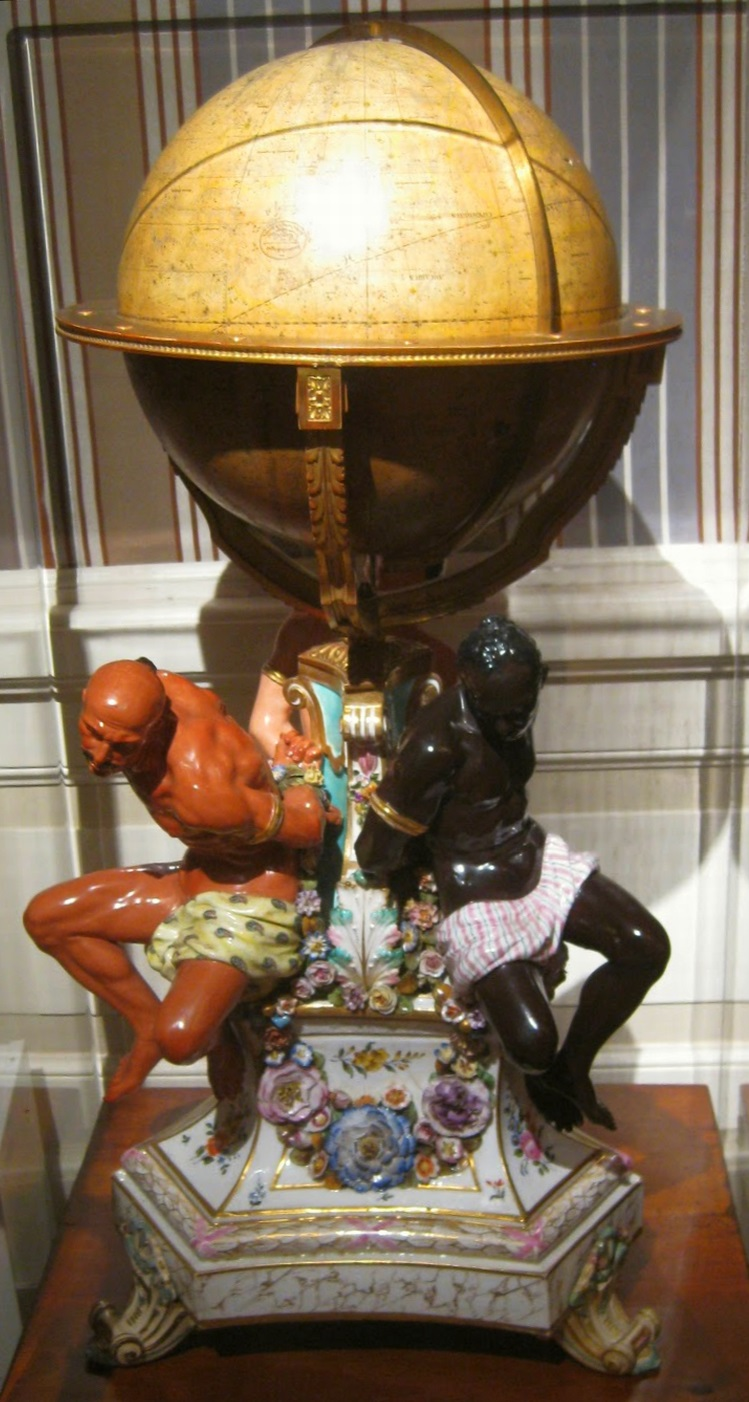
Thiên địa, sau Karl Christian Ludwig Adami